# Salicilismo
Il salicismo (detto da alcuni "salicilismo" ) è il nome che diamo all'intossicazione da salicilati (come ad esempio l'acido acetil salicilico).
Si può sviluppare salicismo
- o per ingestione di una eccessiva quantità di salicilati in una volta sola
- o per ingestione di una quantità eccessiva di salicilati nel tempo

Alle dosi terapeutiche , a meno di compromissione della funzionalità epatica del paziente o di interazioni tra farmaci , non c'è rischio di sviluppare salicismo.

## Descrizione
Il salicilismo si verifica per dosi superiori a quelle comunemente usate in terapia (a cui sono associati i primi effetti collaterali, come l'ulcera gastrica e l'asma da aspirina)  . I sintomi del salicilismo sono nausea, vomito, acufeni (o tinnito) e vertigini ; quando l'intossicazione è grave si può arrivare alla morte per arresto respiratorio .

## Trattamento
A seconda della gravità della intossicazione da salicilati il trattamento può essere una banale alcalinizzazione delle urine (per favorire l'eliminazione del farmaco) ad una lavanda gastrica, emodialisi eccetera